# كيني سولومون
كيني سولومون (بالإنجليزية: Kenny Solomon)‏ هو لاعب شطرنج جنوب أفريقي، ولد في 8 أكتوبر 1979 في Mitchells Plain ‏ في جنوب أفريقيا.

## وصلات خارجية
- الموقع الرسمي
- كيني سولومون على موقع الاتحاد الدولي للشطرنج (الإنجليزية)
- كيني سولومون على موقع مباريات الشطرنج (الإنجليزية)
- كيني سولومون على موقع 365Chess.com (الإنجليزية)
- كيني سولومون على موقع Chesstempo.com (الإنجليزية)
- كيني سولومون سجل أولمبياد الشطرنج على موقع OlimpBase.org (الإنجليزية)